# 山崎惟
山崎惟（日语：／ Yamazaki Kore，6月10日—），日本漫畫家。女性。女性。出身於北海道，現居北海道。

## 來歷
從小就喜歡畫畫和讀書，小學高年級時就讀過吉川轉的《傲世之狐》和皆木得一的《妖魔同鄰足洗邸》。對神秘驚悚（包括日本妖怪）產生了濃厚的興趣。最喜歡的作品包括她小學時在圖書館第一次見到的新紀元社書籍奇幻真相系列中的《妖精》和《龍》。
2013年以《兩人的戀愛書架》出道。

## 作品列表

### 漫畫作品
- 兩人的戀愛書架[7]（《Manga Time Kirara Forward》2012年4月號、6月號（特別發表）、2012年10月號—2013年9月號）[注 1]
- 魔法使的新娘（《月刊Comic BLADE》2014年1月號—9月號→《MAGCOMI（日语：MAGCOMI）》內《Comic BLADE》、《月刊Comic Garden》2014年10月號—→《COMIC GROWL（日语：コミックグロウル）》2023年12月21日[8]—）
- 少女浮士德（《ITAN（日语：ITAN）》20號、22號[9]—41號[10]）
- （《Manga door》2021年9月10日[11]—→《COMIC GROWL》[12]）

### 書籍
如果有該作品的頁面，請點閱參照。
芳文社〈Manga Time KR Comics Forward系列〉
- 兩人的戀愛書架（2013年刊，全2冊）
  1. 2013年2月12日發行[13] ISBN 978-4-8322-4261-6
  2. 2013年8月10日發行[13] ISBN 978-4-8322-4334-7

Mag Garden〈BLADE COMICS〉
- 魔法使的新娘（2014年—刊，已出版19冊（截至2023年3月））

講談社〈ITAN Comics〉
- 少女浮士德（2015年—2018年刊，全5冊）
  1. 2015年4月7日發行[14]，《ITAN》20號、22號—24號 ISBN 978-4-06-380755-4
  2. 2015年11月6日發行[15]，《ITAN》25號—28號 ISBN 978-4-06-380814-8
  3. 2016年7月7日發行[16][17][18]，《ITAN》29號—32號 ISBN 978-4-06-380863-6／ISBN 978-4-06-364988-8（特裝版）—特別版包含作者的全新繪本[18]。
  4. 2017年6月7日發行[19][20][21]，《ITAN》34號－37號 ISBN 978-4-06-380927-5／ISBN 978-4-06-362360-4（特別版）—特別版包含作者的第一本小說[21]。
  5. 2018年3月7日發行[22][23]，《ITAN》38號—41號，ISBN 978-4-06-511006-5／ISBN 978-4-06-511005-8}}（特別版）—特別版包含作者的全新小說。

### 其它
- （著：乾石智子）（2019年3月）—限時封面插圖[24]
- Fate/Grand Order—概念禮服「少女們的午餐會」（2019年12月）
- 《藍海少女！》完結紀念特別頁面（2021年5月12日[25]）—慶祝插圖[25]
- 《相合之物 官方漫畫選集 ～緣～》（2022年6月10日發行[26]，KADOKAWA）—包含彩色插圖[26]
- 《吸血鬼馬上死 官方選集 在新橫濱相遇》第2冊（2023年2月8日發行[27]）—包含插圖[27]

## 腳註

## 外部連結
- 山崎惟的X（前Twitter） （日語）